# لويس هاردمان
لويس هاردمان (بالإنجليزية: Lewis Hardman)‏ هو لاعب كرة قدم بريطاني، ولد في 12 أبريل 1989 في ميدلزبرة في المملكة المتحدة. لعب مع دارلينجتون إف سى.

## وصلات خارجية
- لويس هاردمان على موقع قاعدة بيانات كرة القدم.إي يو (الإنجليزية)
- لويس هاردمان على موقع Soccerbase.com (لاعب) (الإنجليزية)